# Boureuilles
 Boureuilles  là một xã thuộc tỉnh Meuse trong vùng Grand Est đông nam nước Pháp. Xã này nằm ở khu vực có độ cao trung bình 167 mét trên mực nước biển.